# C-JeS Entertainment
C-JeS Entertainment là một công ty giải trí của Hàn Quốc được thành lập năm 2009, đảm nhiệm việc quản lý các nghệ sĩ khác nhau. Những nghệ sỹ nổi tiếng của công ty có thể kể đến nhóm nhạc nam JYJ; diễn viên Kim Nam-gil; ca sĩ Gummy; diễn viên Choi Min-sik, Sol Kyung-gu và Song Il-gook; và nữ diễn viên Hwang Jung-eum và Kang Hye-jung; Jin Ji Hee

## Lịch sử
Công ty được thành lập để đáp ứng nhu cầu quản lý của Jae-joong, Jun-su và Yoo-chun, các cựu thành viên của TVXQ, sau khi bộ ba đệ đơn kiện công ty quản lý cũ của họ, SM Entertainment. Các ca sĩ đã gặp Baek Chang-jou vào giữa năm 2009, không lâu sau khi họ đệ đơn kiện. C-JeS được thành lập ngay sau đó. Baek đã trực tiếp nói trong cuộc phỏng vấn rằng C-JeS được thành lập chỉ vì JYJ. Baek đã đầu tư rất nhiều vào việc xây dựng ban nhạc mới thành lập, hình ảnh và uy tín của JYJ sau khi ngành giải trí Hàn Quốc đóng cửa trước các nghệ sĩ được coi là "phiến quân" vì đi ngược lại quản lý trước đây của họ.
Vào ngày 8 tháng 3 năm 2013, nam diễn viên Lee Jung-jae đã ký hợp đồng được quản lý độc quyền bởi C-JeS Entertainment. Anh ấy đã chọn C-Jes sau khi hợp tác với Song Ji-hyo trong bộ phim New World.
Vào ngày 29 tháng 8 năm 2014, C-JeS Entertainment đã ký hợp đồng với nữ diễn viên-ca sĩ Hwang Jung-eum.
Vào ngày 10 tháng 7 năm 2015, Song Ji-hyo đã kết thúc hợp đồng với C-JeS Entertainment sau 4 năm.

## Danh sách nghệ sỹ

### Nghệ sĩ thu âm

#### Các nhóm
- JYJ [8]
- WHIB

#### Nghệ sĩ solo
- Gummy [9]
- Crucial Star [10]
- Solji (EXID)

### Diễn viên
- Chae Shi-ra
- Choi Min-sik
- Ha Seok-jin
- Hong Jong-hyun
- Hwang Jung-eum
- Jin Ji-hee
- Jin Hee-kyung
- Jin Hyuk
- Jung In-sun
- Jung Seonah
- Jung Suk-won
- Kim Hye-eun
- Kim Nam-gil
- Kim Yoo-ri
- Kang Hye-jung
- Kim Jaejoong
- Kim Junsu
- Lee Re
- Lee Soo-kyung
- Moon So-ri
- Park Sung-woong
- Park Yu-hwan
- Ra Mi-ran
- Ryu Jun-yeol
- Ryu Ui-hyun
- Sol Kyung-gu
- Song Il-gook
- Uhm Ji-won
- Yoon Ji-hye
- Yoon Sang-hyun
- Teo Yoo
- Lee Jae-wook

### Người sản xuất

#### Biên kịch
- Chun Myo-jung
- Hwang Eun-kyung
- Hwang Min-ah
- Jo Won-ki
- Kim Sun-deok
- Kwon Ki-young
- Noh Ji-seol
- Yoon In-na
- Yoon Young-mi

## Trước đây

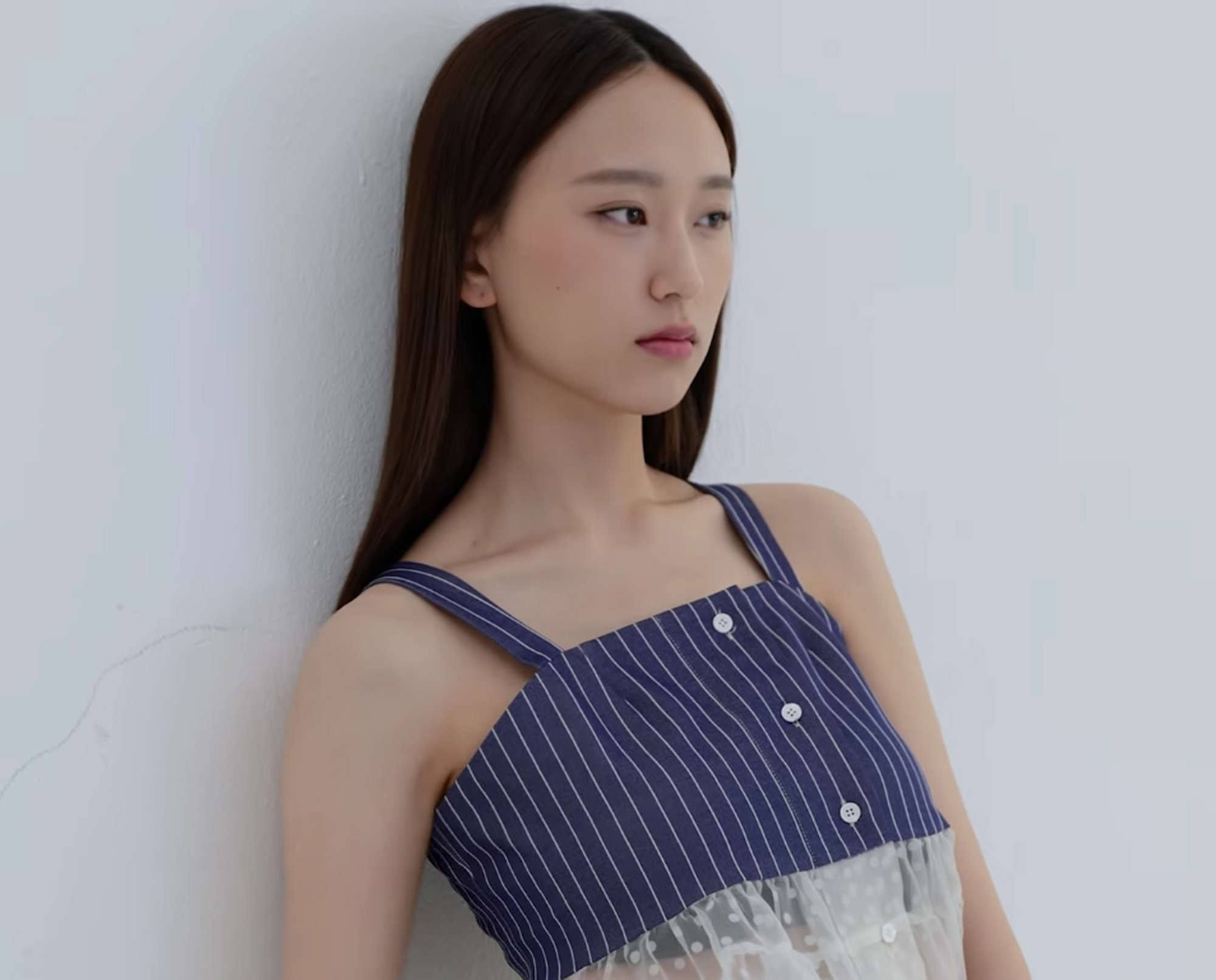

- JYJ
  - Yoo-chun (2010-2019) [11]
- Song Ji-hyo
- Ryu Hye-young